# Serge Ferrari
Die Serge Ferrari Group, SA mit Sitz in La Tour-du-Pin (im Département Isère, Frankreich) ist ein börsennotierter, familiengeführter Hersteller technischer Textilien überwiegend für Anwendungen in der Bauindustrie (Kabel, Folien und Planen).

## Profil

### Aktivitäten
Die 1973 von Serge Ferrari gegründete Gruppe entwirft, produziert und vertreibt umweltfreundliche flexible High-Tech-Verbundwerkstoffe mit Anwendungen u. a. in verbrauchsarmen und energieeffizienten Gebäuden und Systemlösungen für die  die Öffnung von Wohnräumen nach außen und die Vergrößerung von verglasten Räumen. Die Wettbewerbstellung baut auf eine vom Unternehmen entwickelten Technologie (Précontraint®) und die Verwendung von speziell entwickelten PET-Mikrokabeln (Polyethylenterephthalat) und deren Verstärkung durch das einweben unter Spannung stehender Polymere, die dem Endmaterial erwünschte physikalische Eigenschaften verleihen, insbesondere in Bezug auf Festigkeit, Verformbarkeit, Leichtigkeit oder auch Schallschutz und Beständigkeit gegen Licht und UV-Strahlung. Die Werkstoffe liegen in Form von Spulen oder Rollen mit einer Dicke von 2 mm oder weniger vor. Die Gruppe vermarktet ihr Angebot in drei Anwendungsbereichen an Architekten, Industrie und Endverbraucher. Das Produktangebot der Gruppe umfasst somit:
- Verbundwerkstoffe für Architektur: Précontraint-Verbundzugdächer, Solar- und Mikroklimaschutz von Fassaden, akustische Lösungen, Unterdachabdichtungsschirme etc.
- Professionelle Spezialverbundwerkstoffe erlauben modulare Leichtbaustrukturen für die Industrie, dem Umweltschutz, Bioenergie und Sicherheit und visuelle Kommunikation (Werbeträger und Projektionsleinwände).
- Innovative Verbundmembranen für Endverbraucher mit Anwendungen im Sonnen- und Wetterschutz (Terrasse, Freizeitnavigation etc.)

Es werden drei Produktionsstandorte betrieben, das Stammwerk in LaTour-du-Pin in Frankreich sowie zwei Werke in der Schweiz, in Emmenbrücke bei Luzern (erworben im Jahr 2000 im Rahmen eines joint-ventures mit Rhodia) und in Eglisau (erworben 2001 von Forbo); der Recyclingbetrieb Vinyloop in Ferrara in Italien, an dem das Unternehmen 40 % hielt, wurde 2018 abgewickelt.
Konkurrenten im deutschsprachigen Raum sind u. a. Mehler Texnologies, die Doerken Gruppe, Heytex und Sattler (Österreich).

### Aktionäre und Leitung
Das Unternehmen ist seit 2014 an der Börse von Paris notiert, die Familie Ferrari hielt zu Ende 2018 weiterhin 69 % des Kapitals und 76 % der Stimmrechte; das Unternehmen wird geführt von Sébastien Ferrari, Sohn des Gründers.